# Analog Science Fiction and Fact
Analog Science Fiction and Fact es una revista estadounidense de ciencia ficción publicada bajo varios nombres desde 1930. El primer número, bajo el nombre Astounding Stories of Super-Science, publicado por William Clayton, con Harry Bates como editor, data de enero de 1930. Clayton fue a la quiebra en 1933 y la revista fue vendida a la editorial neoyorquina Street & Smith. El nuevo editor fue F. Orlin Tremaine, que pronto hizo de Astounding la revista líder en el por entonces naciente campo de la ciencia ficción pulp, publicando historias tan conocidas como La legión del espacio de Jack Williamson y «Twilight» de John W. Campbell. A finales de 1937, Campbell asumió las funciones editoriales bajo la supervisión de Tremaine y al año siguiente Tremaine dejó la revista, dando a Campbell más independencia. Durante los años siguientes Campbell publicó muchas historias que se convirtieron en clásicos del género, como la serie de la Fundación de Isaac Asimov, Slan de A. E. van Vogt y varias novelas y relatos de Robert A. Heinlein. El período que se inició con la dirección de Campbell se considera a menudo como la Edad de Oro de la ciencia ficción. Como Astounding Science-Fiction y Analog Science Fact & Fiction la revista ganó ocho veces el Premio Hugo a la mejor revista profesional, de dieciocho nominaciones.
En 1950 a la revista le surgió una nueva competencia con la aparición de Galaxy Science Fiction y The Magazine of Fantasy and Science Fiction. El interés de Campbell en algunos temas de pseudociencia, como la dianética (una versión temprana de la cienciología), alejó a algunos de sus escritores habituales y Astounding perdió su consideración de líder del ramo, aunque continuó publicando historias populares e influyentes como la novela de Hal Clement Misión de gravedad (Mission of Gravity), publicada en 1953, o la de Tom Godwin «The Cold Equations» (Las frías ecuaciones) al año siguiente. En 1960, Campbell cambió el nombre de la revista a Analog Science Fiction & Fact; quería deshacerse de la palabra Astounding ('sorprendente', 'asombroso', en idioma inglés) del título, pues la consideraba demasiado sensacionalista. Al mismo tiempo, Street & Smith vendió la revista a Condé Nast Publications. Campbell permaneció como editor hasta su muerte en 1971; Ben Bova asumió el control de 1972 a 1978 y el carácter de la revista cambió perceptiblemente. Bova publicó historias como The Gold in the Starbow's End de Frederik Pohl, nominada para los premios Hugo y Nébula, o Hero de Joe Haldeman, el primer relato de la serie ganadora del Hugo y el Nebula La guerra interminable (The Forever War); Pohl había sido incapaz de vender historias a Campbell, quien había rechazado Hero por considerarla inadecuada para la revista. Bova ganó cinco premios Hugo al mejor editor profesional consecutivos como editor de Analog.
A Bova le sucedió Stanley Schmidt, quien continuó publicando historias de la mayoría de los autores que venían contribuyendo desde hacía años, lo que conllevó algunas críticas indicando que la revista se había estancado, aunque Schmidt inicialmente tuvo éxito en el mantenimiento de la tirada. La revista fue vendida a Davis Publications en 1980 y luego a Dell Magazines en 1992. Crosstown Publications adquirió Dell en 1996 y continúa siendo su editorial. Schmidt continuó editando la revista hasta 2012, cuando fue reemplazado por Trevor Quachri.

## Historia editorial

### William Clayton
En 1926 Hugo Gernsback había lanzado Amazing Stories, la primera revista dedicada íntegramente a la ciencia ficción. Gernsback había estado publicando historias de ficción científica durante algún tiempo en sus revistas de aficionados, como Modern Electrics y Electrical Experimenter, pero decidió que el interés por el género era suficiente para justificar una revista mensual. Amazing fue todo un éxito, llegando rápidamente a una tirada de más de 100 000 ejemplares. William Clayton, exitoso y respetado editor de varias revistas pulp, consideró la posibilidad de lanzar una publicación competitiva en 1928; según Harold Hersey, uno de sus redactores por entonces, Hersey había «discutido planes con Clayton para lanzar una hoja de fantasía pseudo-científica». Clayton no estaba convencido, pero al año siguiente decidió lanzar una nueva revista, principalmente porque la hoja en la que se imprimían las portadas a color de sus revistas tenía un espacio para una cubierta más. Sugirió a Harry Bates, un editor recién contratado, que lanzaran una revista de historias de aventuras históricas. Bates propuso en su lugar un pulp de ciencia ficción, que se titularía Astounding Stories of Super Science, y Clayton estuvo de acuerdo.
| Números publicados de 1930 a 1980 | Números publicados de 1930 a 1980 | Números publicados de 1930 a 1980 | Números publicados de 1930 a 1980 | Números publicados de 1930 a 1980 | Números publicados de 1930 a 1980 | Números publicados de 1930 a 1980 | Números publicados de 1930 a 1980 | Números publicados de 1930 a 1980 | Números publicados de 1930 a 1980 | Números publicados de 1930 a 1980 | Números publicados de 1930 a 1980 | Números publicados de 1930 a 1980 |
| | Ene                               | Feb                               | Mar                               | Abr                               | May                               | Jun                               | Jul                               | Ago                               | Sep                               | Oct                               | Nov                               | Dic                               |
| --- | --------------------------------- | --------------------------------- | --------------------------------- | --------------------------------- | --------------------------------- | --------------------------------- | --------------------------------- | --------------------------------- | --------------------------------- | --------------------------------- | --------------------------------- | --------------------------------- |
| 1930 | 1/1                               | 1/2                               | 1/3                               | 2/1                               | 2/2                               | 2/3                               | 3/1                               | 3/2                               | 3/3                               | 4/1                               | 4/2                               | 4/3                               |
| 1931 | 5/1                               | 5/2                               | 5/3                               | 6/1                               | 6/2                               | 6/3                               | 7/1                               | 7/2                               | 7/3                               | 8/1                               | 8/2                               | 8/3                               |
| 1932 | 9/1                               | 9/2                               | 9/3                               | 10/1                              | 10/2                              | 10/3                              |                                   |                                   | 11/1                              |                                   | 11/2                              |                                   |
| 1933 | 11/3                              |                                   | 12/1                              |                                   |                                   |                                   |                                   |                                   |                                   | 12/2                              | 12/3                              | 12/4                              |
| 1934 | 12/5                              | 12/6                              | 13/1                              | 13/2                              | 13/3                              | 13/4                              | 13/5                              | 13/6                              | 14/1                              | 14/2                              | 14/3                              | 14/4                              |
| 1935 | 14/5                              | 14/6                              | 15/1                              | 15/2                              | 15/3                              | 15/4                              | 15/5                              | 15/6                              | 16/1                              | 16/2                              | 16/3                              | 16/4                              |
| 1936 | 16/5                              | 16/6                              | 17/1                              | 17/2                              | 17/3                              | 17/4                              | 17/5                              | 17/6                              | 18/1                              | 18/2                              | 18/3                              | 18/4                              |
| 1937 | 18/5                              | 18/6                              | 19/1                              | 19/2                              | 19/3                              | 19/4                              | 19/5                              | 19/6                              | 20/1                              | 20/2                              | 20/3                              | 20/4                              |
| 1938 | 20/5                              | 20/6                              | 21/1                              | 21/2                              | 21/3                              | 21/4                              | 21/5                              | 21/6                              | 22/1                              | 22/2                              | 22/3                              | 22/4                              |
| 1939 | 22/5                              | 22/6                              | 23/1                              | 23/2                              | 23/3                              | 23/4                              | 23/5                              | 23/6                              | 24/1                              | 24/2                              | 24/3                              | 24/4                              |
| 1940 | 24/5                              | 24/6                              | 25/1                              | 25/2                              | 25/3                              | 25/4                              | 25/5                              | 25/6                              | 26/1                              | 26/2                              | 26/3                              | 26/4                              |
| 1941 | 26/5                              | 26/6                              | 27/1                              | 27/2                              | 27/3                              | 27/4                              | 27/5                              | 27/6                              | 28/1                              | 28/2                              | 28/3                              | 28/4                              |
| 1942 | 28/5                              | 28/6                              | 29/1                              | 29/2                              | 29/3                              | 29/4                              | 29/5                              | 29/6                              | 30/1                              | 30/2                              | 30/3                              | 30/4                              |
| 1943 | 30/5                              | 30/6                              | 31/1                              | 31/2                              | 31/3                              | 31/4                              | 31/5                              | 31/6                              | 32/1                              | 32/2                              | 32/3                              | 32/4                              |
| 1944 | 32/5                              | 32/6                              | 33/1                              | 33/2                              | 33/3                              | 33/4                              | 33/5                              | 33/6                              | 34/1                              | 34/2                              | 34/3                              | 34/4                              |
| 1945 | 34/5                              | 34/6                              | 35/1                              | 35/2                              | 35/3                              | 35/4                              | 35/5                              | 35/6                              | 36/1                              | 36/2                              | 36/3                              | 36/4                              |
| 1946 | 36/5                              | 36/6                              | 37/1                              | 37/2                              | 37/3                              | 37/4                              | 37/5                              | 37/6                              | 38/1                              | 38/2                              | 38/3                              | 38/4                              |
| 1947 | 38/5                              | 38/6                              | 39/1                              | 39/2                              | 39/3                              | 39/4                              | 39/5                              | 39/6                              | 40/1                              | 40/2                              | 40/3                              | 40/4                              |
| 1948 | 40/5                              | 40/6                              | 41/1                              | 41/2                              | 41/3                              | 41/4                              | 41/5                              | 41/6                              | 42/1                              | 42/2                              | 42/3                              | 42/4                              |
| 1949 | 42/5                              | 42/6                              | 43/1                              | 43/2                              | 43/3                              | 43/4                              | 43/5                              | 43/6                              | 44/1                              | 44/2                              | 44/3                              | 44/4                              |
| 1950 | 44/5                              | 44/6                              | 45/1                              | 45/2                              | 45/3                              | 45/4                              | 45/5                              | 45/6                              | 46/1                              | 46/2                              | 46/3                              | 46/4                              |
| 1951 | 46/5                              | 46/6                              | 47/1                              | 47/2                              | 47/3                              | 47/4                              | 47/5                              | 47/6                              | 48/1                              | 48/2                              | 48/3                              | 48/4                              |
| 1952 | 48/5                              | 48/6                              | 49/1                              | 49/2                              | 49/3                              | 49/4                              | 49/5                              | 49/6                              | 50/1                              | 50/2                              | 50/3                              | 50/4                              |
| 1953 | 50/5                              | 50/6                              | 51/1                              | 51/2                              | 51/3                              | 51/4                              | 51/5                              | 51/6                              | 52/1                              | 52/2                              | 52/3                              | 52/4                              |
| 1954 | 52/5                              | 52/6                              | 53/1                              | 53/2                              | 53/3                              | 53/4                              | 53/5                              | 53/6                              | 54/1                              | 54/2                              | 54/3                              | 54/4                              |
| 1955 | 54/5                              | 54/6                              | 55/1                              | 55/2                              | 55/3                              | 55/4                              | 55/5                              | 55/6                              | 56/1                              | 56/2                              | 56/3                              | 56/4                              |
| 1956 | 56/5                              | 56/6                              | 57/1                              | 57/2                              | 57/3                              | 57/4                              | 57/5                              | 57/6                              | 58/1                              | 58/2                              | 58/3                              | 58/4                              |
| 1957 | 58/5                              | 58/6                              | 59/1                              | 59/2                              | 59/3                              | 59/4                              | 59/5                              | 59/6                              | 60/1                              | 60/2                              | 60/3                              | 60/4                              |
| 1958 | 60/5                              | 60/6                              | 61/1                              | 61/2                              | 61/3                              | 61/4                              | 61/5                              | 61/6                              | 62/1                              | 62/2                              | 62/3                              | 62/4                              |
| 1959 | 62/5                              | 62/6                              | 63/1                              | 63/2                              | 63/3                              | 63/4                              | 63/5                              | 63/6                              | 64/1                              | 64/2                              | 64/3                              | 64/4                              |
| 1960 | 64/5                              | 64/6                              | 65/1                              | 65/2                              | 65/3                              | 65/4                              | 65/5                              | 65/6                              | 66/1                              | 66/2                              | 66/3                              | 66/4                              |
| 1961 | 66/5                              | 66/6                              | 67/1                              | 67/2                              | 67/3                              | 67/4                              | 67/5                              | 67/6                              | 68/1                              | 68/2                              | 68/3                              | 68/4                              |
| 1962 | 68/5                              | 68/6                              | 69/1                              | 69/2                              | 69/3                              | 69/4                              | 69/5                              | 69/6                              | 70/1                              | 70/2                              | 70/3                              | 70/4                              |
| 1963 | 70/5                              | 70/6                              | 71/1                              | 71/2                              | 71/3                              | 71/4                              | 71/5                              | 71/6                              | 72/1                              | 72/2                              | 72/3                              | 72/4                              |
| 1964 | 72/5                              | 72/6                              | 73/1                              | 73/2                              | 73/3                              | 73/4                              | 73/5                              | 73/6                              | 74/1                              | 74/2                              | 74/3                              | 74/4                              |
| 1965 | 74/5                              | 74/6                              | 75/1                              | 75/2                              | 75/3                              | 75/4                              | 75/5                              | 75/6                              | 76/1                              | 76/2                              | 76/3                              | 76/4                              |
| 1966 | 76/5                              | 76/6                              | 77/1                              | 77/2                              | 77/3                              | 77/4                              | 77/5                              | 77/6                              | 78/1                              | 78/2                              | 78/3                              | 78/4                              |
| 1967 | 78/5                              | 78/6                              | 79/1                              | 79/2                              | 79/3                              | 79/4                              | 79/5                              | 79/6                              | 80/1                              | 80/2                              | 80/3                              | 80/4                              |
| 1968 | 80/5                              | 80/6                              | 81/1                              | 81/2                              | 81/3                              | 81/4                              | 81/5                              | 81/6                              | 82/1                              | 82/2                              | 82/3                              | 82/4                              |
| 1969 | 82/5                              | 82/6                              | 83/1                              | 83/2                              | 83/3                              | 83/4                              | 83/5                              | 83/6                              | 84/1                              | 84/2                              | 84/3                              | 84/4                              |
| 1970 | 84/5                              | 84/6                              | 85/1                              | 85/2                              | 85/3                              | 85/4                              | 85/5                              | 85/6                              | 87/1                              | 87/2                              | 87/3                              | 87/4                              |
| 1971 | 86/5                              | 86/6                              | 87/1                              | 87/2                              | 87/3                              | 87/4                              | 87/5                              | 87/6                              | 88/1                              | 88/2                              | 88/3                              | 88/4                              |
| 1972 | 88/5                              | 88/6                              | 89/1                              | 89/2                              | 89/3                              | 89/4                              | 89/5                              | 89/6                              | 90/1                              | 90/2                              | 90/3                              | 90/4                              |
| 1973 | 90/5                              | 90/6                              | 91/1                              | 91/2                              | 91/3                              | 91/4                              | 91/5                              | 91/6                              | 92/1                              | 92/2                              | 92/3                              | 92/4                              |
| 1974 | 92/5                              | 92/6                              | 93/1                              | 93/2                              | 93/3                              | 93/4                              | 93/5                              | 93/6                              | 94/1                              | 94/2                              | 94/3                              | 94/4                              |
| 1975 | 94/5                              | 95/2                              | 95/3                              | 95/4                              | 95/5                              | 95/6                              | 95/7                              | 95/8                              | 95/9                              | 95/10                             | 95/11                             | 95/12                             |
| 1976 | 96/1                              | 96/2                              | 96/3                              | 96/4                              | 96/5                              | 96/6                              | 96/7                              | 96/8                              | 96/9                              | 96/10                             | 96/11                             | 96/12                             |
| 1977 | 97/1                              | 97/2                              | 97/3                              | 97/4                              | 97/5                              | 97/6                              | 97/7                              | 97/8                              | 97/9                              | 97/10                             | 97/11                             | 97/12                             |
| 1978 | 98/1                              | 98/2                              | 98/3                              | 98/4                              | 98/5                              | 98/6                              | 98/7                              | 98/8                              | 98/9                              | 98/10                             | 98/11                             | 98/12                             |
| 1979 | 99/1                              | 99/2                              | 99/3                              | 99/4                              | 99/5                              | 99/6                              | 99/7                              | 99/8                              | 99/9                              | 99/10                             | 99/11                             | 99/12                             |
| 1980 | 100/1                             | 100/2                             | 100/3                             | 100/4                             | 100/5                             | 100/6                             | 100/7                             | 100/8                             | 100/9                             | 100/10                            | 100/11                            | 100/12                            |
| Números de Astounding Stories publicados de 1930 a 1980, con el formato volumen/número; aunque la numeración del volumen de enero de 1975 parece un error, realmente es correcto. Los colores identifican a los editores de cada número: Harry Bates F. Orlin Tremaine John W. Campbell Ben Bova Stanley Schmidt |                                   |                                   |                                   |                                   |                                   |                                   |                                   |                                   |                                   |                                   |                                   |                                   |

Astounding fue publicado inicialmente por Publisher's Fiscal Corporation, una filial de Clayton Magazines. El primer número apareció en enero de 1930, con Bates como editor. Bates pretendía publicar historias de acción y aventuras sencillas, solo con los elementos científicos imprescindibles para proporcionar una mínima plausibilidad. Clayton pagó tarifas mucho mejores que Amazing y Wonder Stories —dos centavos por palabra en el momento de la aceptación, en lugar de medio centavo por palabra a la aceptación (o algunas veces más tarde)—, por lo que Astounding atrajo a algunos de los escritores de pulp más conocidos, como Murray Leinster, Victor Rousseau o Jack Williamson. En febrero de 1931, el nombre original Astounding Stories of Super-Science se acortó a Astounding Stories.
La revista era rentable, pero la Gran Depresión le causó problemas a Clayton. Normalmente, un editor pagaba a la imprenta con tres meses de retraso, pero una restricción de crédito iniciada en mayo de 1931, conllevó que recibiera presiones para reducir este retraso. Las dificultades financieras hicieron que Clayton comenzara a alternar la publicación de sus revistas, y cambió Astounding a una publicidad bimensual con el número de junio de 1932. Debido a la crisis, algunos impresores compraron las revistas que estaban en deuda con ellos, por lo que Clayton decidió montar su propia imprenta para evitar que esto le sucediera, pero resultó ser una decisión desastrosa. Clayton no disponía del dinero necesario para completar la transacción y, en octubre de 1932, decidió cesar la publicación de la revista, con la intención de que el número de enero de 1933 sería el último. Llegado el momento resultó que tenían suficientes historias en existencias y disponían de papel suficiente para publicar otro número, por lo que el último Astounding de Clayton salió en marzo de 1933. En abril, Clayton fue a la bancarrota, y vendió sus títulos de la revista a T. R. Foley por 100 dólares; Foley los revendió en agosto a Street & Smith, una editorial bien establecida.

### Street & Smith
La ciencia ficción no era totalmente desconocida para Street & Smith, editorial que ya tenían dos títulos de publicaciones pulp que ocasionalmente se aventuraron en ese campo: The Shadow (publicación basada en el personaje radiofónico La Sombra), que había comenzado en 1931 y fue tremendamente exitoso, con una circulación de más de 300 000 ejemplares, y Doc Savage, que había sido lanzada en marzo de 1933. La nueva editorial nombró para el puesto de editor de Astounding a F. Orlin Tremaine, un editor con experiencia que había estado trabajando para Clayton como el editor de Clues y que había llegado a Street & Smith como parte de la transferencia de títulos tras la quiebra de Clayton. Desmond Hall, que también venía de trabajar con Clayton, fue nombrado editor adjunto; como Tremaine era redactor de Clue y de Top-Notch Magazine, además de Astounding, Hall realizó gran parte del trabajo editorial, aunque Tremaine conservaba el control final sobre los contenidos.
El primer número de Street & Smith salió en octubre de 1933; hasta el tercer número, en diciembre de 1933, el equipo editorial no aparecía en la mancheta. Street & Smith tenía una excelente red de distribución y consiguieron que la tirada de Astounding alcanzara unos 50 000 ejemplares a mediados de 1934. Las dos principales revistas rivales de ciencia ficción del momento, Wonder Stories y Amazing Stories, tenían una circulación alrededor de la mitad. Astounding era la principal revista de ciencia ficción a finales de 1934, además de la más voluminosa, con 160 páginas, y la más barata, con un precio de 20 centavos. Las tarifas de Street & Smith de un centavo por palabra (a veces más) a la aceptación no eran tan altas como las pagadas por Bates en el Astounding de Clayton, pero seguían siendo mejores que las de las otras revistas.
Hall dejó Astounding en 1934 para convertirse en editor de la nueva revista slick  de Street & Smith, Mademoiselle, siendo reemplazado por R. V. Happel. Tremaine permaneció en el control de la selección de relatos. El escritor Frank Gruber describió el proceso de selección editorial de Tremaine en su libro The Pulp Jungle:

Cuando llegaban los relatos Tremaine los apilaba en montones. Todos los destinados a Clues en un montón, todos los de Astouding en otro. Dos días antes de enviar a prensa cada revista, Tremaine comenzaba a leerlos. Empezaba por la parte superior del montón y leía historias hasta que había encontrado lo suficiente para completar ese número. Ahora, para ser totalmente justo, Tremaine cogía la pila de relatos restantes y los ponía al revés, con lo que el próximo mes empezaría con las historias que habían estado al final ese mes.

Gruber señaló que podrían pasar muchos meses antes de que Tremaine leyera los relatos del medio; el resultado fueron unos tiempos de respuesta erráticos que a veces se extendían a más de 18 meses.
En 1936 la revista cambió su formato de bordes sin recortar a recortados; Brian Stableford comentó que esto suponía «un importante paso simbólico», ya que los demás pulps de ciencia ficción todavía no estaban recortadas, dándole a Astounding un aspecto más elegante que el de sus competidoras.
Tremaine fue promovido a director editorial adjunto en 1937. El nuevo editor de Astounding fue John W. Campbell, Jr. Campbell se había hecho un nombre a principios de los años 1930 como escritor, publicando space opera bajo su propio nombre y otros relatos más reflexivos bajo el seudónimo Don A. Stuart. Comenzó a trabajar para Street & Smith en octubre de 1937, por lo que su primera influencia editorial se vio en el número de diciembre de 1937. El número de marzo de 1938 fue el primero del que fue plenamente responsable. A principios de 1938, Street & Smith abandonó su política de tener redactores jefe, con lo que el puesto de Tremaine se hizo redundante. Su abandono de la editorial, el 1 de mayo de 1938, dejó a Campbell un mayor control de la revista.
Una de las primeros decisiones de Campbell fue cambiar el nombre de la revista de Astounding Stories a Astounding Science-Fiction, a partir del número de marzo de 1938. La política editorial de Campbell estaba dirigida a lectores de ciencia ficción más maduros y consideraba que «Astounding Stories» no transmitía la imagen correcta. Su intención era eliminar también la palabra «Astounding» del nombre, quedando tan solo como Science Fiction, pero en 1939 apareció una nueva revista con ese título. Pero aunque «Astounding» se mantuvo en el nombre, desde entonces en las portadas a menudo se imprimía en un color que lo hacía mucho menos visible que «Science-Fiction». A principios de 1942 se incrementó, por primera vez, el precio de la revista, que pasó a costar 25 centavos; al mismo tiempo cambió también el formato a uno de mayor tamaño, el bedsheet, aunque no duró mucho tiempo ya que volvió al tamaño pulp a mediados de 1943 durante seis números y posteriormente se convirtió en la primera revista de ciencia ficción en adoptar el formato digest en noviembre de 1943, aumentando a su vez el número de páginas para mantener el mismo número de palabras total. El precio de 25 centavos se mantuvo durante todo el proceso de estos cambios en el formato.
El precio volvió a incrementarse, esta vez a 35 centavos, en agosto de 1951. A finales de la década de 1950, se hizo evidente para la editorial que iban a tener que subir el precio de nuevo. Durante 1959, Astounding se vendió a 50 centavos en algunas zonas para averiguar cuál sería el impacto en la tirada. Los resultados fueron aparentemente satisfactorios y el precio se elevó en el número de noviembre de 1959. Al año siguiente, Campbell finalmente consiguió su objetivo de deshacerse de la palabra «Astounding» en el título de la revista, cambiándola a Analog Science Fact/Science Fiction. El «/» en el título fue sustituido a menudo por un símbolo de la invención de Campbell, parecido a una U invertida traspasada por una flecha horizontal y con el significado de «análogo a». El cambio comenzó con la edición de febrero de 1960, y se completó en octubre; durante varios números, en la portada de la revista figuraba al mismo tiempo tanto «Analog» como «Astounding», con «Analog» destacando cada vez más sobre «Astounding» con cada número.

### Condé Nast
Street & Smith fue adquirida por Samuel Newhouse, propietario de Condé Nast Publications, en agosto de 1959, aunque Street & Smith no se fusionó en Condé Nast hasta finales de 1961. Analog era la única revista de formato digest en el inventario de Condé Nast —las demás eran slicks, como Vogue y Vanity Fair—. Todos los anunciantes de estas revistas tenían plantillas diseñadas para sacar provecho de este tamaño, por lo que Condé Nast cambió el formato de Analog a un tamaño mayor desde el número de marzo de 1963 para amoldarse. Las cubiertas delantera y trasera pasaron a imprimirse en papel brillante, para destacar los anuncios y las características científicas. Sin embargo, el cambio no atrajo apoyo publicitario y desde el número de abril de 1965, Analog volvió al formato digest una vez más. La tirada, que había estado creciendo antes del cambio, no se vio perjudicada y continuó aumentando mientras Analog se publicó en formato slick. A partir de la edición de abril de 1965 el nombre cambió el orden de las palagras «Fiction» y «Fact», de modo que se convirtió en Analog Science Fiction/Science Fact.
Campbell murió repentinamente en julio de 1971, pero había suficiente material en las existencias de Analog como para permitir que el resto del personal pudiera reunir temas para publicar los números del resto del año. Condé Nast le había prestado muy poca atención a la revista, ya que era rentable y barata de producir, pero estaban orgullosos de que fuera la revista líder en el campo de la ciencia ficción. Consultaron con Kay Tarrant, que había sido asistente de Campbell, para que ley ayudara a encontrar un sustituto, y este se puso en contacto con los autores que contribuían regularmente con la revista para que aportaran sugerencias. Algunos escritores de renombre a los que se les ofreció el puesto lo rechazaron; Poul Anderson no quería dejar California, y tampoco Jerry Pournelle, que además consideraba que el salario era insuficiente. Antes de morir, Campbell había hablado con Harry Harrison sobre la posibilidad de hacerse cargo de la redacción, pero Harrison no quería vivir en Nueva York. Se rumoreó que se le ofreció el puesto a Lester del Rey y Clifford D. Simak, aunque Simak lo negó; Frederik Pohl estaba interesado, pero sospechaba que su deseo de cambiar la dirección de la revista disminuía sus posibilidades con Condé Nast. El vicepresidente de Condé Nast encargado de seleccionar al nuevo editor decidió leer textos de ficción y no ficción de los solicitantes, ya que el nombre de la revista incluía tanto «ciencia ficción» (Science Fiction) como «hecho científico» (Science Fact). Eligió a Ben Bova, al que después dijo que sus relatos y artículos «eran los únicos que podía entender». El número de enero de 1972 fue el primero en el que Bova apareció en la mancheta.
La intención de Bova era permanecer durante cinco años, para asegurar una transición tranquila tras de la repentina muerte de Campbell; el salario era demasiado bajo para que considerara mantenerse indefinidamente en el puesto. En 1975 propuso la creación de una nueva revista a la dirección de la editorial, que se llamaría Tomorrow Magazine; quería publicar artículos sobre ciencia y tecnología, aligerados con algunas historias de ciencia ficción. Condé Nast no estaba interesado y se negó a ayudar a Analog con mercadotecnia o promociones. Bova renunció en junio de 1978, tras permanecer un poco más de lo que había planeado, y recomendó a Stanley Schmidt para sucederle. El primer número de Schmidt fue el de diciembre de 1978, aunque el material comprado por Bova todavía apareció durante varios meses.

### Harry Bates

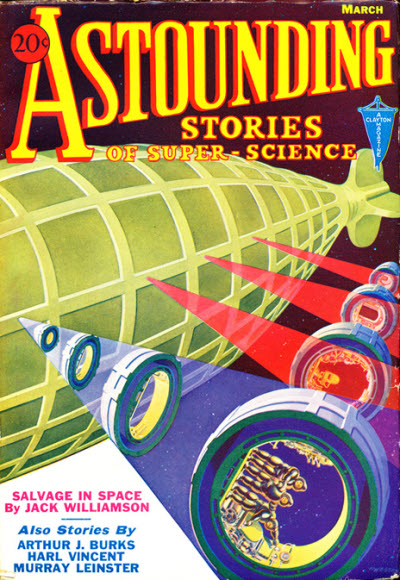
Portada del número de marzo de 1933 de Astounding, obra de Wesso, pintado originalmente para ilustrar Triplanetary, de E. E. Smith.

### John W. Campbell

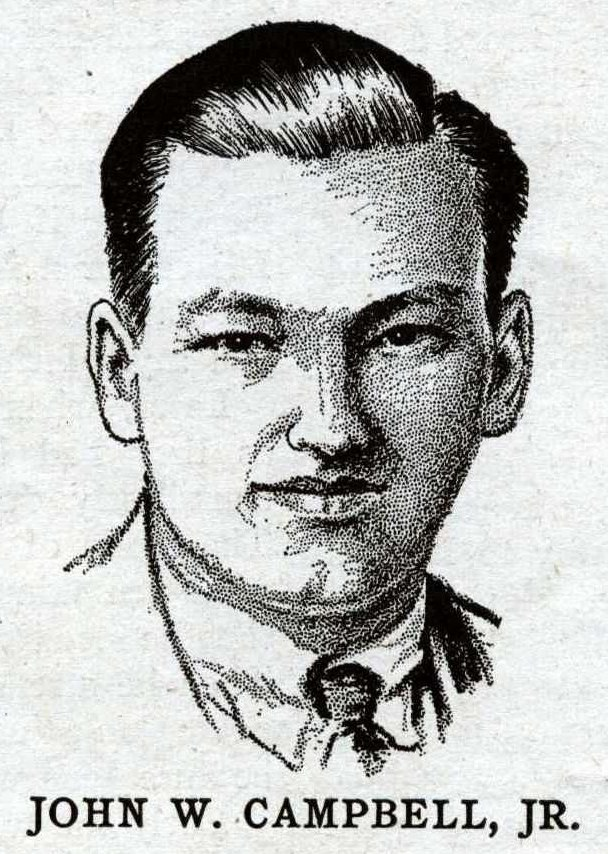
Retrato de John W. Campbell en 1932.

### Davis, Dell y Penny
| Números publicados de 1981 a 1983                                  | Números publicados de 1981 a 1983 | Números publicados de 1981 a 1983 | Números publicados de 1981 a 1983 |
|                                                                    | Periodicidad | Numeración                        | Números publicados                |
| ------------------------------------------------------------------ | --- | --------------------------------- | --------------------------------- |
| 1981                                                               | Intervalos cuatrisemanales desde el 5 de enero al 7 de diciembre. | 101/1 a 101/13                    | 13                                |
| 1982                                                               | Intervalos cuatrisemanales desde el 4 de enero hasta el 29 de marzo. No se publicó el número de abril; después de mayo a diciembre, con un número adicional a mediados de septiembre. | 102/1 a 102/13                    | 13                                |
| 1983                                                               | Mensualmente de enero a diciembre, con un número adicional a mediados de septiembre.                                                                                                  | 103/1 a 103/13                    | 13                                |
| Números publicados de 1981 a 1983 con Stanley Schmidt como editor. | |                                   |                                   |

En 1977 Davis Publications lanzó la revista Isaac Asimov's Science Fiction Magazine y, tras la partida de Bova, Joel Davis, propietario de Davis Publications, se puso en contacto con Condé Nast con el fin de adquirir Analog. La revista siempre había sido difícil de adaptar a la línea editorial de Condé Nast, con publicaciones como Mademoiselle y Vogue, y en febrero de 1980 se cerró el acuerdo. El primer número publicado por Davis fue el de septiembre de 1980. Davis estaba dispuesto a aportar un cierto esfuerzo en la mercadotecnia de Analog, así que Schmidt consideró que probablemente el cambio sería beneficioso, y de hecho la tirada creció rápidamente, invirtiendo una caía gradual durante los años de Bova, pasando de unos 92 000 ejemplares en 1981 a casi 110 000 dos años después. A partir del primer número de 1981, Davis cambió la publicación de la revista a una periodicidad cuatrisemanal, en lugar de mensual, para adaptar el programa de producción con un calendario semanal. En lugar de aparecer como «enero de 1981», el primer número bajo este nuevo régimen fue datado como «5 de enero de 1981», pero esto condujo a que los quioscos retiraran la revista mucho más rápidamente, puesto que la fecha dio la impresión que era una revista semanal. La fecha de la portada se cambió de nuevo mostrando el mes de publicación a partir del número de abril de 1982, pero el nuevo sistema semanal se mantuvo, por lo que salió una edición «Mid-September» (mediados de septiembre) en 1982 y 1983 y los números «Mid-December» durante más de una década. La tirada se redujo lentamente durante los años 1980, llegando a 83 000 ejemplares a finales de 1990; para entonces la gran mayoría de lectores eran suscriptores, pues las ventas en quiosco bajaron a solamente 15 000.
| Números publicados de 1984 a 2017 | Números publicados de 1984 a 2017 | Números publicados de 1984 a 2017 | Números publicados de 1984 a 2017 | Números publicados de 1984 a 2017 | Números publicados de 1984 a 2017 | Números publicados de 1984 a 2017 | Números publicados de 1984 a 2017 | Números publicados de 1984 a 2017 | Números publicados de 1984 a 2017 | Números publicados de 1984 a 2017 | Números publicados de 1984 a 2017 | Números publicados de 1984 a 2017 | Números publicados de 1984 a 2017 |
| | Ene                               | Feb                               | Mar                               | Abr                               | May                               | Jun                               | Jul                               | Ago                               | Sep                               | Oct                               | Nov                               | Dic                               | Med-Dic                           |
| --- | --------------------------------- | --------------------------------- | --------------------------------- | --------------------------------- | --------------------------------- | --------------------------------- | --------------------------------- | --------------------------------- | --------------------------------- | --------------------------------- | --------------------------------- | --------------------------------- | --------------------------------- |
| 1984 | 104/1                             | 104/2                             | 104/3                             | 104/4                             | 104/5                             | 104/6                             | 104/7                             | 104/8                             | 104/9                             | 104/10                            | 104/11                            | 104/12                            | 104/13                            |
| 1985 | 105/1                             | 105/2                             | 105/3                             | 105/4                             | 105/5                             | 105/6                             | 105/7                             | 105/8                             | 105/9                             | 105/10                            | 105/11                            | 105/12                            | 105/13                            |
| 1986 | 106/1                             | 106/2                             | 106/3                             | 106/4                             | 106/5                             | 106/6                             | 106/7                             | 106/8                             | 106/9                             | 106/10                            | 106/11                            | 106/12                            | 106/13                            |
| 1987 | 107/1                             | 107/2                             | 107/3                             | 107/4                             | 107/5                             | 107/6                             | 107/7                             | 107/8                             | 107/9                             | 107/10                            | 107/11                            | 107/12                            | 107/13                            |
| 1988 | 108/1                             | 108/2                             | 108/3                             | 108/4                             | 108/5                             | 108/6                             | 108/7                             | 108/8                             | 108/9                             | 108/10                            | 108/11                            | 108/12                            | 108/13                            |
| 1989 | 109/1                             | 109/2                             | 109/3                             | 109/4                             | 109/5                             | 109/6                             | 109/7                             | 109/8                             | 109/9                             | 109/10                            | 109/11                            | 109/12                            | 109/13                            |
| 1990 | 110/1 y 2                         | 110/3                             | 110/4                             | 110/5                             | 110/6                             | 110/7                             | 110/8                             | 110/9                             | 110/10                            | 110/11                            | 110/12                            | 110/13                            | 110/13                            |
| 1991 | 111/1 y 2                         | 111/3                             | 111/4                             | 111/5                             | 111/6                             | 111/7                             | 111/8 y 9                         | 111/10                            | 111/11                            | 111/12                            | 111/13                            | 111/14                            | 111/15                            |
| 1992 | 112/1 y 2                         | 112/3                             | 112/4                             | 112/5                             | 112/6                             | 112/7                             | 112/8 y 9                         | 112/10                            | 112/11                            | 112/12                            | 112/13                            | 112/14                            | 112/15                            |
| 1993 | 113/1 y 2                         | 113/3                             | 113/4                             | 113/5                             | 113/6                             | 113/7                             | 113/8 y 9                         | 113/10                            | 113/11                            | 113/12                            | 113/13                            | 113/14                            | 113/15                            |
| 1994 | 114/1 y 2                         | 114/3                             | 114/4                             | 114/5                             | 114/6                             | 114/7                             | 114/8 y 9                         | 114/10                            | 114/11                            | 114/12                            | 114/13                            | 114/14                            | 114/15                            |
| 1995 | 115/1 y 2                         | 115/3                             | 115/4                             | 115/5                             | 115/6                             | 115/7                             | 115/8 y 9                         | 115/10                            | 115/11                            | 115/12                            | 115/13                            | 115/14                            | 115/15                            |
| 1996 | 116/1                             | 116/2                             | 116/3                             | 116/4                             | 116/5                             | 116/6                             | 116/7                             | 116/8                             | 116/9                             | 116/10                            | 116/11                            | 116/12                            |                                   |
| 1997 | 117/1                             | 117/2                             | 117/3                             | 117/4                             | 117/5                             | 117/6                             | 117/7 y 8                         | 117/7 y 8                         | 117/9                             | 117/10                            | 117/11                            | 117/12                            |                                   |
| 1998 | 118/1                             | 118/2                             | 118/3                             | 118/4                             | 118/5                             | 118/6                             | 118/7 y 8                         | 118/7 y 8                         | 118/9                             | 118/10                            | 118/11                            | 118/12                            |                                   |
| 1999 | 119/1                             | 119/2                             | 119/3                             | 119/4                             | 119/5                             | 119/6                             | 119/7 y 8                         | 119/7 y 8                         | 119/9                             | 119/10                            | 119/11                            | 119/12                            |                                   |
| 2000 | 120/1                             | 120/2                             | 120/3                             | 120/4                             | 120/5                             | 120/6                             | 120/7 y 8                         | 120/7 y 8                         | 120/9                             | 120/10                            | 120/11                            | 120/12                            |                                   |
| 2001 | 121/1                             | 121/2                             | 121/3                             | 121/4                             | 121/5                             | 121/6                             | 121/7 y 8                         | 121/7 y 8                         | 121/9                             | 121/10                            | 121/11                            | 121/12                            |                                   |
| 2002 | 122/1                             | 122/2                             | 122/3                             | 122/4                             | 122/5                             | 122/6                             | 122/7 y 8                         | 122/7 y 8                         | 122/9                             | 122/10                            | 122/11                            | 122/12                            |                                   |
| 2003 | 123/1                             | 123/2                             | 123/3                             | 123/4                             | 123/5                             | 123/6                             | 123/7 y 8                         | 123/7 y 8                         | 123/9                             | 123/10                            | 123/11                            | 123/12                            |                                   |
| 2004 | 124/1 y 2                         | 124/1 y 2                         | 124/3                             | 124/4                             | 124/5                             | 124/6                             | 124/7 y 8                         | 124/7 y 8                         | 124/9                             | 124/10                            | 124/11                            | 124/12                            |                                   |
| 2005 | 125/1 y 2                         | 125/1 y 2                         | 125/3                             | 125/4                             | 125/5                             | 125/6                             | 125/7 y 8                         | 125/7 y 8                         | 125/9                             | 125/10                            | 125/11                            | 125/12                            |                                   |
| 2006 | 126/1 y 2                         | 126/1 y 2                         | 126/3                             | 126/4                             | 126/5                             | 126/6                             | 126/7 y 8                         | 126/7 y 8                         | 126/9                             | 126/10                            | 126/11                            | 126/12                            |                                   |
| 2007 | 126/1 y 2                         | 126/1 y 2                         | 127/3                             | 127/4                             | 127/5                             | 127/6                             | 127/7 y 8                         | 127/7 y 8                         | 127/9                             | 127/10                            | 127/11                            | 127/12                            |                                   |
| 2008 | 128/1 y 2                         | 128/1 y 2                         | 128/3                             | 128/4                             | 128/5                             | 128/6                             | 128/7 y 8                         | 128/7 y 8                         | 128/9                             | 128/10                            | 128/11                            | 128/12                            |                                   |
| 2009 | 129/1 y 2                         | 129/1 y 2                         | 129/3                             | 129/4                             | 129/5                             | 129/6                             | 129/7 y 8                         | 129/7 y 8                         | 129/9                             | 129/10                            | 129/11                            | 129/12                            |                                   |
| 2010 | 130/1 y 2                         | 130/1 y 2                         | 130/3                             | 130/4                             | 130/5                             | 130/6                             | 130/7 y 8                         | 130/7 y 8                         | 130/9                             | 130/10                            | 130/11                            | 130/12                            |                                   |
| 2011 | 131/1 y 2                         | 131/1 y 2                         | 131/3                             | 131/4                             | 131/5                             | 131/6                             | 131/7 y 8                         | 131/7 y 8                         | 131/9                             | 131/10                            | 131/11                            | 131/12                            |                                   |
| 2012 | 132/1 y 2                         | 132/1 y 2                         | 132/3                             | 132/4                             | 132/5                             | 132/6                             | 132/7 y 8                         | 132/7 y 8                         | 132/9                             | 132/10                            | 132/11                            | 132/12                            |                                   |
| 2013 | 133/1 y 2                         | 133/1 y 2                         | 133/3                             | 133/4                             | 133/5                             | 133/6                             | 133/7 y 8                         | 133/7 y 8                         | 133/9                             | 133/10                            | 133/11                            | 133/12                            |                                   |
| 2014 | 134/1 y 2                         | 134/1 y 2                         | 134/3                             | 134/4                             | 134/5                             | 134/6                             | 134/7 y 8                         | 134/7 y 8                         | 134/9                             | 134/10                            | 134/11                            | 134/12                            |                                   |
| 2015 | 135/1 y 2                         | 135/1 y 2                         | 135/3                             | 135/4                             | 135/5                             | 135/6                             | 135/7 y 8                         | 135/7 y 8                         | 135/9                             | 135/10                            | 135/11                            | 135/12                            |                                   |
| 2016 | 136/1 y 2                         | 136/1 y 2                         | 136/3                             | 136/4                             | 136/5                             | 136/6                             | 136/7 y 8                         | 136/7 y 8                         | 136/9                             | 136/10                            | 136/11                            | 136/12                            |                                   |
| 2017 | 137/1 y 2                         | 137/1 y 2                         | 137/3 y 4                         | 137/3 y 4                         |                                   |                                   |                                   |                                   |                                   |                                   |                                   |                                   |                                   |
| Números de Astounding publicados de 1984 a 2017, con el formato volumen/número. Los colores identifican a los editores de cada número: Stanley Schmidt Trevor Quachri |                                   |                                   |                                   |                                   |                                   |                                   |                                   |                                   |                                   |                                   |                                   |                                   |                                   |

En 1992 Analog fue vendida a Dell Magazines y Dell fue a su vez adquirida por Crosstown Publications en 1996. Ese año dejaron de aparecer los números «Mid-December» y al año siguiente las ediciones de julio y agosto se combinaron en un único número. En el año 2000 se lanzó una edición en formato eBook, que se ha hecho cada vez más popular; la tirada de estos números en formato electrónico no se reflejan en los listados de circulación anual, y su tirada en 2011 estaba en torno a los 27 000. En 2004 se unieron las ediciones de enero y febrero, de modo que ese año solo aparecieron diez números. Schmidt se retiró en agosto de 2012 y su puesto fue ocupado por Trevor Quachri. Desde enero de 2017 la frecuencia de publicación pasó a ser bimestral (seis números por año).